# آران‌ال‌بی مونا (اوان ۷۷۵)
آران‌ال‌بی مونا (اوان ۷۷۵) (به انگلیسی: RNLB Mona (ON 775)) یک کشتی است که طول آن ۴۵ فوت ۶ اینچ (۱۳٫۸۷ متر) می‌باشد.